# Vivo (película de 2021)
Vivo es una  película musical estadounidense-cubana animada por computadora de 2021 producida por Columbia Pictures y Sony Pictures Animation. La película está dirigida por Kirk DeMicco y codirigida por Brandon Jeffords, a partir de un guion de Quiara Alegría Hudes y una historia de Peter Barsocchini con canciones escritas por Lin-Manuel Miranda, quien da voz al personaje principal de la película. El elenco también cuenta con las voces de Ynairaly Simo, Zoe Saldaña, Juan de Marcos González, Michael Rooker, Brian Tyree Henry, Nicole Byer y Gloria Estefan. La película marca la primera película musical de Sony Pictures Animation.
Originalmente lanzada a DreamWorks Animation en 2010 por Miranda, la película fue cancelada debido a una reestructuración en la compañía en 2015; sin embargo, Sony Pictures Animation la revivió y aceleró el 14 de diciembre de 2016.
Vivo fue estrenada el 30 de julio de 2021 exclusivamente en Netflix.

## Sinopsis
Un aventurero kinkajú apasionado por la música emprende un difícil viaje desde su tierra La Habana, Cuba hasta Miami, Florida, para cumplir el deseo de entregar una canción de amor en nombre de su viejo amigo y cuidador. Es una aventura mágica donde demuestra que la amistad, la familia y la música pueden lograr lo que sea.

## Argumento
En La Habana, Cuba, Andrés Hernández y su kinkajú Vivo tocan juntos en la plaza. Un día después de su show, Andrés recibe una carta de Marta Sandoval, una vieja amiga suya, informándole que se retira de su carrera musical. La carta ofrece la oportunidad de reconectarse en Miami, Florida, en el Mambo Cabana y para que Andrés finalmente le diga a Marta lo que siente por ella a través de una canción que escribió solo para ella. Vivo, feliz con su vida en Cuba, se resiste a ayudar a Andrés y se marcha enfadado. A la mañana siguiente, se descubre que Andrés falleció mientras dormía y esa noche, se lleva a cabo un funeral en la plaza, con la sobrina de Andrés: Rosa y su hija Gabi asistiendo antes de regresar a su casa en Key West, Florida.
Vivo está decidido a que Marta escuche la canción de Andrés y se marcha a Key West con Gabi y Rosa. Gabi se emociona cuando descubre a Vivo escondido en sus cosas y le explica que nadie la entiende porque es diferente a todos los demás y no quiere ser parte de su tropa de niñas exploradoras, las Galletas de Mar. Gabi accede a ayudar a Vivo a entregarle la canción a Marta. Con el pretexto de asistir a una venta de galletas en la ciudad, Gabi y Vivo compran boletos de autobús para llegar al espectáculo de Marta, pero son detenidos por otras Galletas de Mar, que muestran interés en Vivo. Gabi y Vivo logran escapar de ellas, pero pierden el autobús. Terminan en los Everglades y son separados por una extraña tormenta, perdiendo la canción.
Mientras busca a Gabi, Vivo se encuentra con una espátula rosada llamada Dancarino, que no logra encontrar el amor con uno de los suyos. Con la ayuda de Vivo, es capaz de ganarse el corazón de Valentina y los dos rescatan a Vivo de una anaconda verde que odia el ruido llamada Lutador. Mientras tanto, Gabi descubre que fue seguida por las galletas de mar en un bote y que sostienen la canción de Andrés, ocultándola hasta que ella las lleve a Vivo. Cuando las chicas son atacadas por Lutador, Vivo logra salvarlas, pero en el proceso la canción se destruye por el agua del pantano. Desolado, Vivo considera regresar a Cuba hasta que se da cuenta de que él y Gabi pueden recrear la canción, ya que conocen la melodía y la letra respectivamente y lograron hacerlo, mientras las Galletas de Mar los llevan devuelta al rumbo. Juntos llegan a Miami y buscan a Marta, que se ha enterado de la muerte de Andrés y se niega a subir al escenario.
Gabi y Vivo se cuelan dentro de Mambo Cabana, pero Gabi no puede abrir la puerta y le dice a Vivo que continúe sin ella. Pronto es capturada por seguridad y su madre furiosa, que ha descubierto que se escapó. Vivo encuentra a Marta, quien lo reconoce por la foto necrológica de Andrés, y entrega la canción. Luego localiza a Gabi y Rosa, que están conduciendo de regreso a casa, y Gabi finalmente comparte sus sentimientos con su madre: sintió la necesidad de ser parte de la misión de Vivo de entregar la canción porque Andrés nunca llegó a decirle a Marta cuánto la amaba, al igual que nunca pudo decirle a su padre antes de su muerte. Rosa le asegura a su hija que su padre sabía cuánto lo amaba, y lleva a Gabi y Vivo al concierto justo a tiempo para escuchar a Marta tocar la canción de Andrés. Vivo decide quedarse en Florida con Gabi y Rosa, y actúan en la ciudad junto a Marta.

## Reparto
| - Lin-Manuel Miranda como Vivo, un cantante y músico kinkajou. - Ynairaly Simo como Gabi, sobrina nieta de Andrés. - Zoe Saldaña como Rosa, madre de Gabi y sobrina de Andrés. - Juan de Marcos González como Andrés, difunto dueño de Vivo. | - Aneesa Folds proporciona la voz para canto de Valentina. - Michael Rooker como Lutador, una anaconda verde villana gigante a la que no le gusta ningún ruido. - Gloria Estefan como Marta, antigua compañera y amor no correspondido de Andrés - Leslie David Baker como conductora de autobús de Florida. - Katie Lowes, Olivia Trujillo y Lidya Jewett como los Sand Dollars (no confundir con los dólares de arena (Leodia sexiesperforata)), un trío de chicas exploradoras bien intencionadas pero demasiado entusiastas. Respectivamente, sus nombres son Becky, Eva y Sarah. |

- Brian Tyree Henry y Nicole Byer como Dancarino y Valentina, un par de espátulas rosadas estrelladas.

## Producción

### Desarrollo
Los orígenes de la película se remontan a 2010, cuando Lin-Manuel Miranda presentó una idea para una película a DreamWorks Animation tras el éxito de su musical teatral In the Heights. Debido a una reestructuración en 2015, DreamWorks finalmente abandonó el proyecto. El 14 de diciembre de 2016, Sony Pictures Animation finalmente adquirió el proyecto de DreamWorks y lo aceleró bajo el nombre Vivo, con Kirk DeMicco como director, Lisa Stewart como productora, Laurence Mark como productor ejecutivo y Quiara Alegría Hudes como la guionista de la historia. El 12 de junio de 2019, la directora de Sony Pictures Animation, Kristine Belson, anunció en el Festival Internacional de Cine de Animación de Annecy 2019 que Rich Moore se uniría a la película como coproductor de la película con Roger Deakins como director de fotografía de la película.

### Lanzamiento
El 14 de diciembre de 2016, la película estaba programada para ser estrenada en cines el 18 de diciembre de 2020. El 26 de enero de 2018, la fecha de estreno en cines de la película se retrasó un mes antes, hasta el 6 de noviembre de 2020. El 1 de noviembre de 2019, la fecha de estreno en cines de la película se retrasó hasta el 16 de abril de 2021. El 24 de abril de 2020, la fecha de estreno en cines de la película se retrasó hasta el  4 de junio de 2021 como resultado de la pandemia del COVID-19.

### Música
En cuanto a la banda sonora, estaría compuesto por Lin-Manuel Miranda.

## Recepción
Vivo recibió reseñas generalmente positivas de parte de la crítica y de la audiencia. En el sitio web especializado Rotten Tomatoes, la película posee una aprobación de 87%, basada en 104 reseñas, con una calificación de 6.8/10 y un consenso crítico que dice: «Vivo ofrece pocas sorpresas, pero esta atractiva aventura animada está amenizada por las pegadizas canciones aportadas por la estrella Lin-Manuel Miranda.» De parte de la audiencia tiene una aprobación de 72%, basada en más de 250 votos, con una calificación de 3.8/5.
El sitio web Metacritic le dio a la película una puntuación de 66 de 100, basada en 22 reseñas, indicando "reseñas generalmente favorables". En el sitio IMDb los usuarios le asignaron una calificación de 6.7/10, sobre la base de 19 178 votos, mientras que en la página web FilmAffinity la cinta tiene una calificación de 6.1/10, basada en 1468 votos.